# Józef Simmler

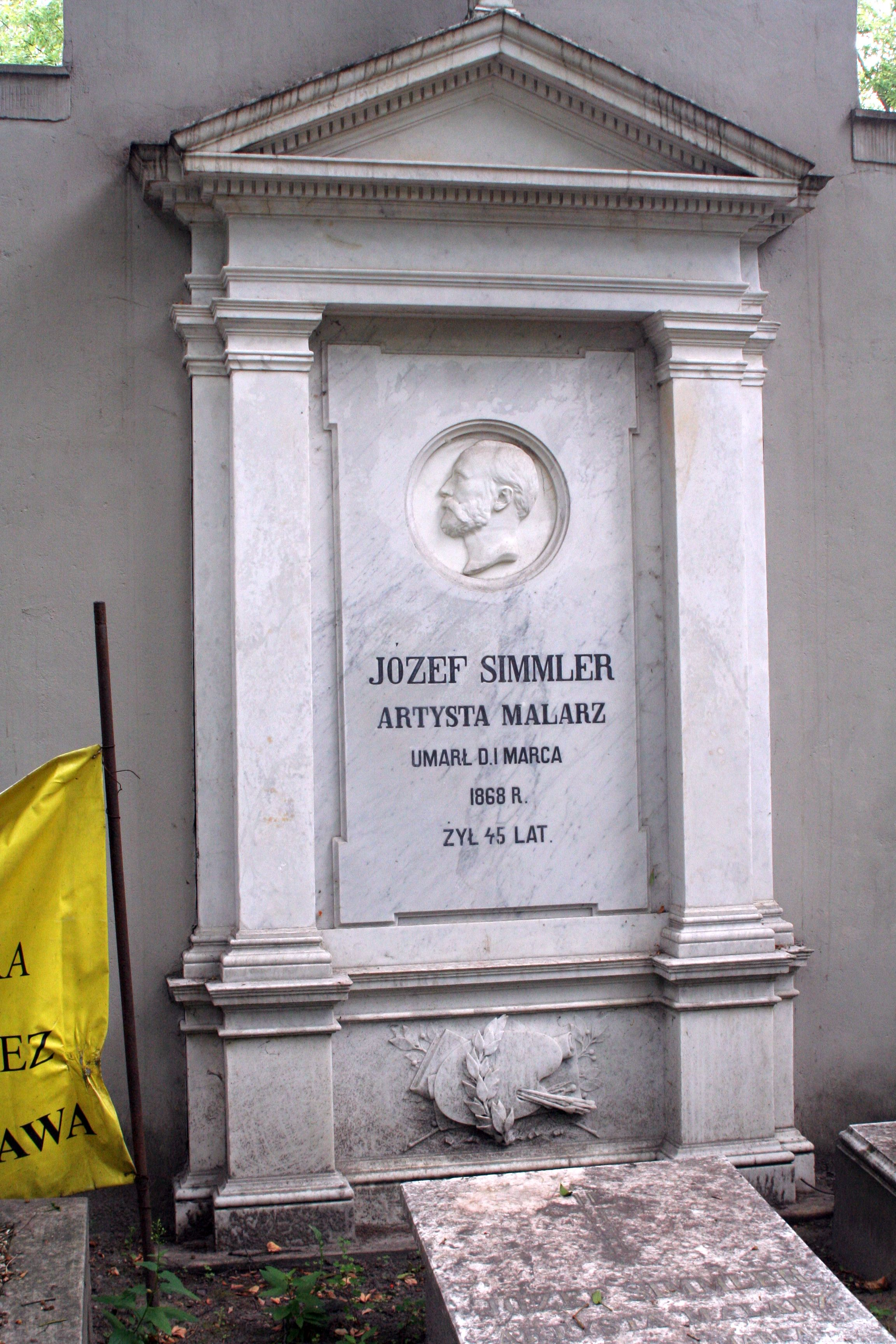
Hrob malíře Józefa Simmlera na protestantském reformovaném hřbitově ve Varšavě

Józef Simmler (14. března 1823 Varšava - 1. března 1868 Varšava), byl polský malíř, portrétista a pedagog.

## Život
Józef Simmler se narodil ve Varšavě v bohaté německé protestantské rodině. Vyrůstal ještě s dvěma bratry, Karolem a Juliem. Právě tato výchova mu umožnila věnovat se svému zájmu, malování. Kreslení se začal učit v soukromých hodinách pod vedením malíře Józefa Richtera a od roku 1837 pokračoval ve studiu u polského malíře Bonawentury Dąbrowského, který jej připravil na vstup na univerzitu v Drážďanech, kterou začal studovat v roce 1841. Po absolvování prvního ročníku univerzitního studia, získal stříbrnou medaili, což bylo uznání za jeho vynikající studijní výsledky. Po zralé úvaze hodlal v dalším studiu historické a portrétní malby pokračovat u německého malíře Eduarda Bendemanna, což se mu však nezdařilo, jelikož umělec přestal vést pedagogické kurzy.
Neůspěch školit se u malíře Bendemanna pravděpodobně vedl k rozhodnutí přestoupit na Akademii výtvarných umění do Mnichova, na níž se školil od prosince téhož roku v malbě. V roce 1842 prodělal meningitidu, studium na Akademii přerušil a po uzdravení pobíval nějaký čas ve Švýcarsku. V roce 1843 se vrátil do Mnichova, kde se ucházel o studium v ateliéru Julia Schnorra von Carolsfeld. Zároveň vstoupil do mnichovského Kunstevereinu, zde však působil pouze jako zahraniční člen. V roce 1844 se malíř Eduard Bendemann vrátil k výuce, což zapříčinilo návrat Józefa Simmlera do Drážďan a obnovil tak u něho školení. O rok později nebyl Simmlerovi prodloužen pobyt v tehdejším Sasku, proto se vrátil do Varšavy a zúčastnil se zde několika veřejných výstav.
V roce 1847 odjel malíř Simmler do Paříže, kde se naučil novým malířským technikám, poznal díla Charlese Gleyra a prohlédl si umělecká díla vystavená v Louvru a Musée du Luxembourg. Během pobytu ve francouzské metropoli vytvořil grafiky a skici k básni Antoniho Malczewského Maria a udržoval rovněž přátelské kontakty s francouzským malířem Paulem Delarochem. V roce 1849 se Simller vrátil do Varšavy, kde obdržel nabídku na pozici odhadce a posuzovatele prací studentů v místní Škole výtvarných umění.
V roce 1850 se zde oženil s Julií Hoegenstellerovou rodačkou z Mnichova a poté tu manželé i žili. V roce 1856 spolu s manželkou odcestoval přes Švýcarsko do Itálie, kde během ročního pobytu navštívil muzea a galerie. Zde s ryze studijních důvodů kopíroval mistrovská malířská díla shromážděná v Římě, Florencii, Benátkách a rovněž zde maloval i obrázy z přírody. Po návratu v roce 1857 se připojil k umělcům, kteří podporovali polského malíře Wojciecha Gersona v jeho snaze založit instituci pořádající umělecké výstavy. Kariéra portrétisty byla tehdy na vrcholu, Simmler maloval nejen své příbuzné a bohatou buržoazii, ale vytvářel i portréty vysokých carských úředníků. V letech 1866 a 1867 obdržel zakázky na portréty guvernéra Teodora Berga.
Józef Simmler zemřel ve Varšavě dva týdny před svými 45. narozeninami na tyfus[nepřesný odkaz] a následně byl pohřben 4. března 1868 na evangelickém reformovaném hřbitově ve Varšavě.
Malíř maloval také historické obrazy a alegorie, tyto náměty se staly častějšími po rozpadu lednového povstání v tehdejším Polsku. Ve svém díle se umělec též zaměřil na náboženskou tematiku, některé obrazy byly namalovány pro kostely a kaple.

## Galerie

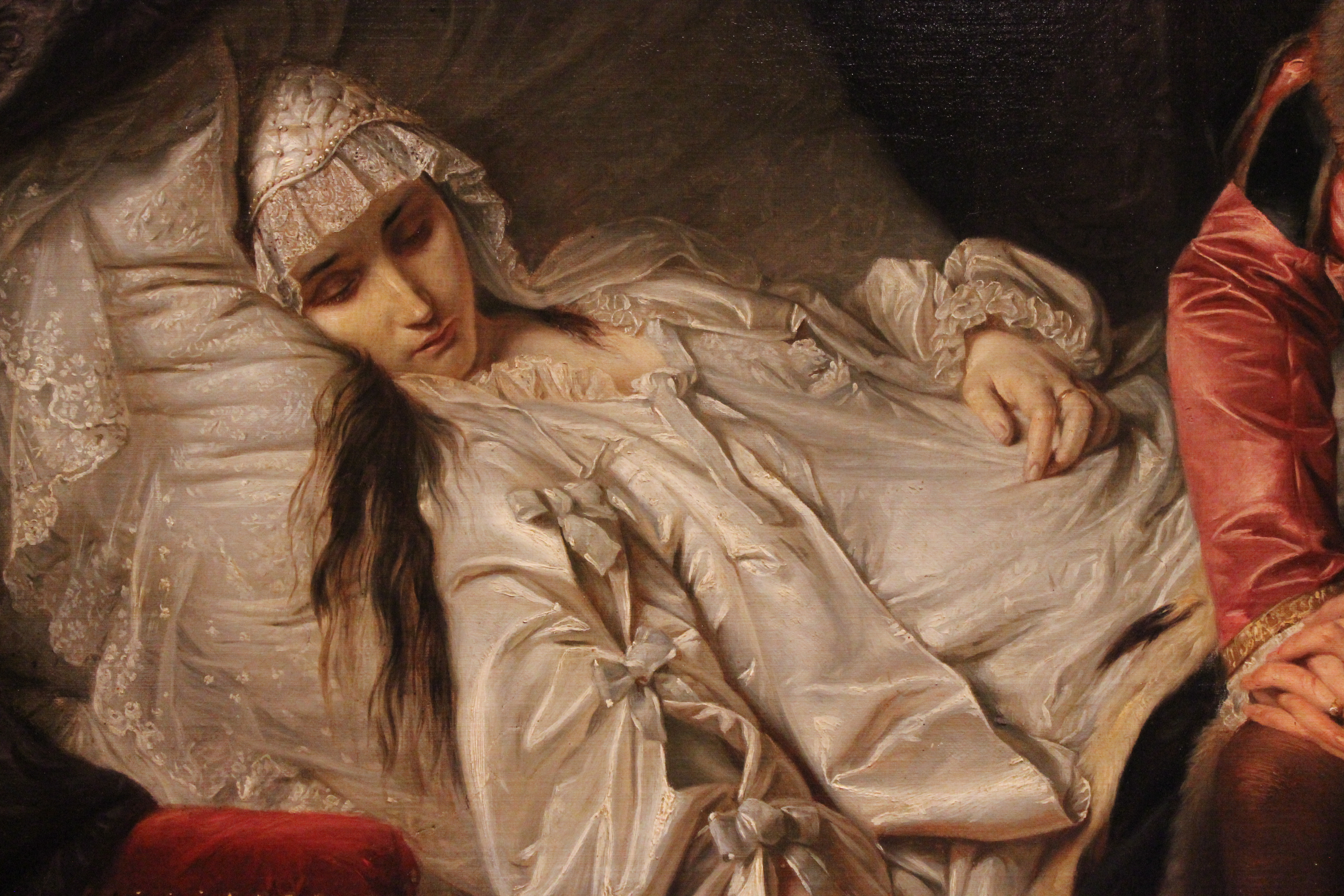
Smrt Barbary Radziwiłłówny, olej na plátně (1841)
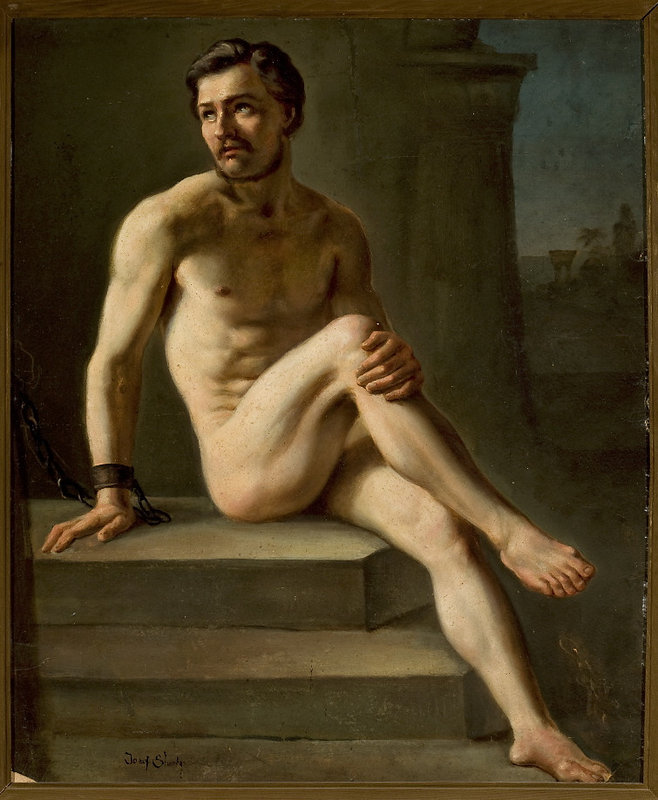
Studie mužského aktu, olej na desce (mezi cca 1841-1842)
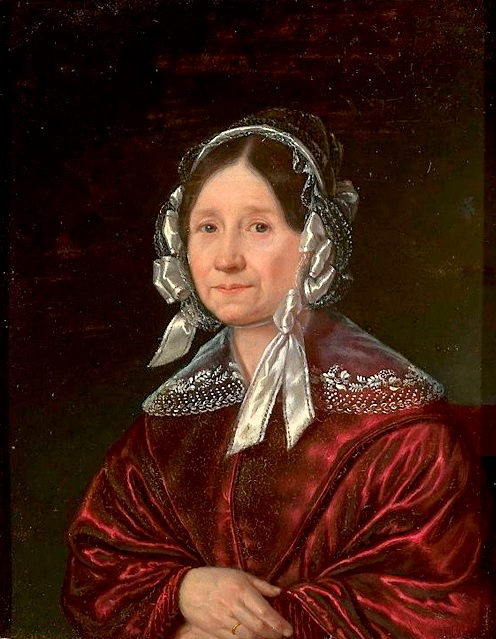
Portrét Teresy Kickiej, olej na plátně (1841)
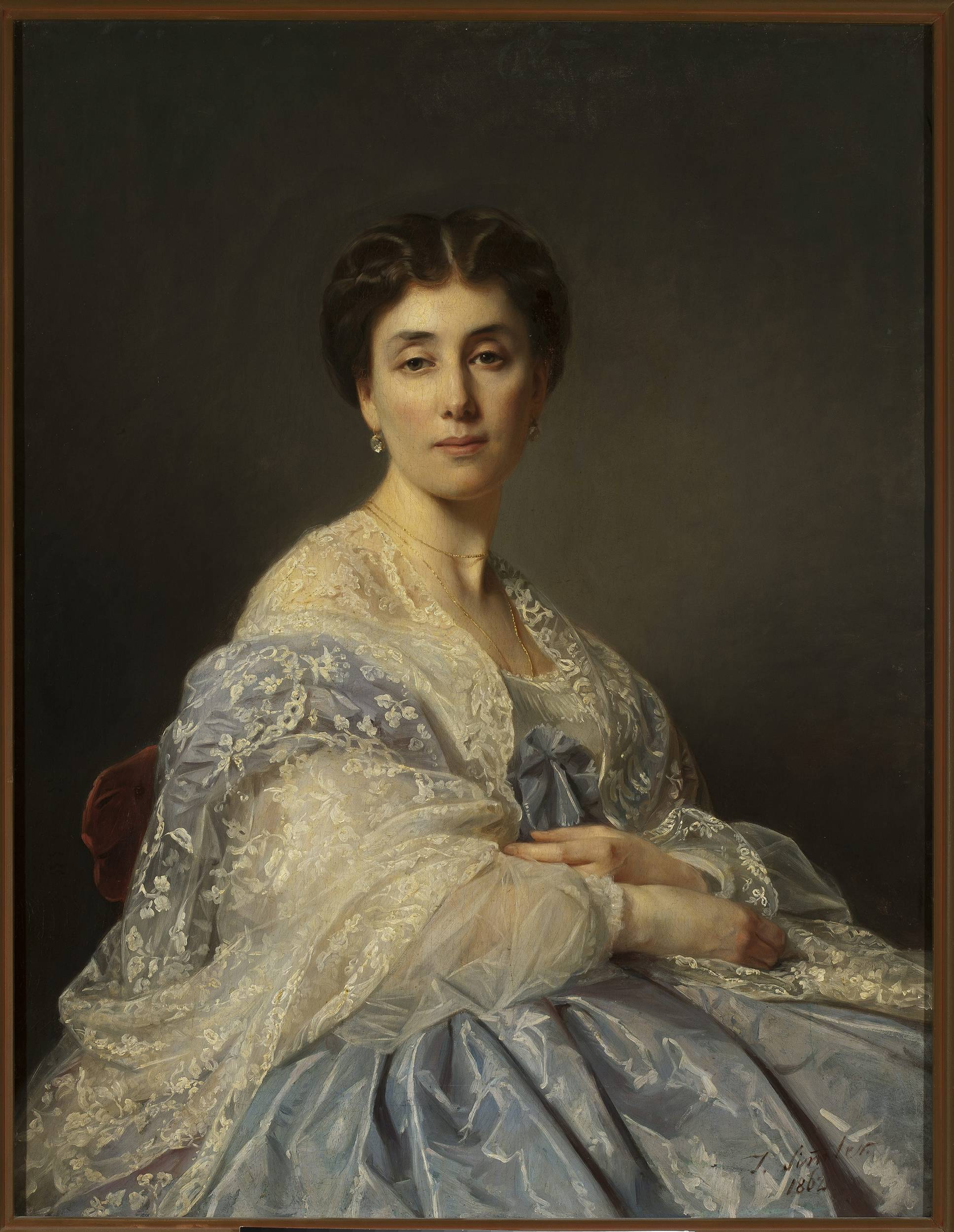
Portrét generálovy manželky Aleksandry Zatlerové, olej na plátně (1862)
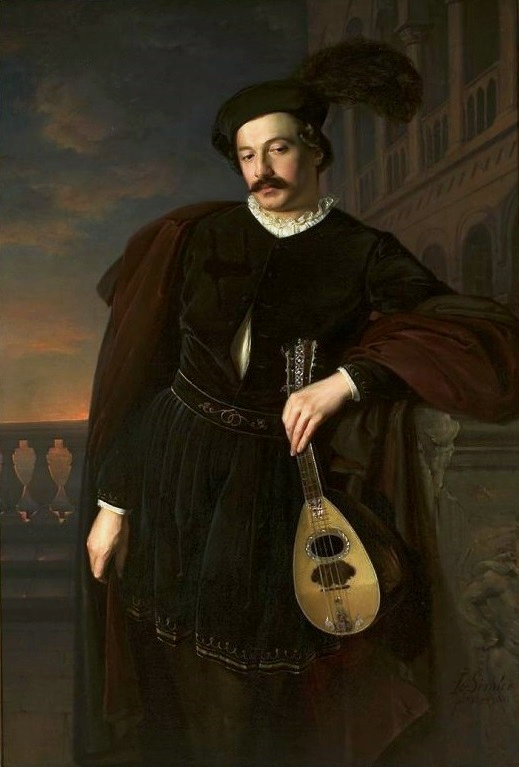
Portrét Wilhelma Troszela, olej na plátně (1846)
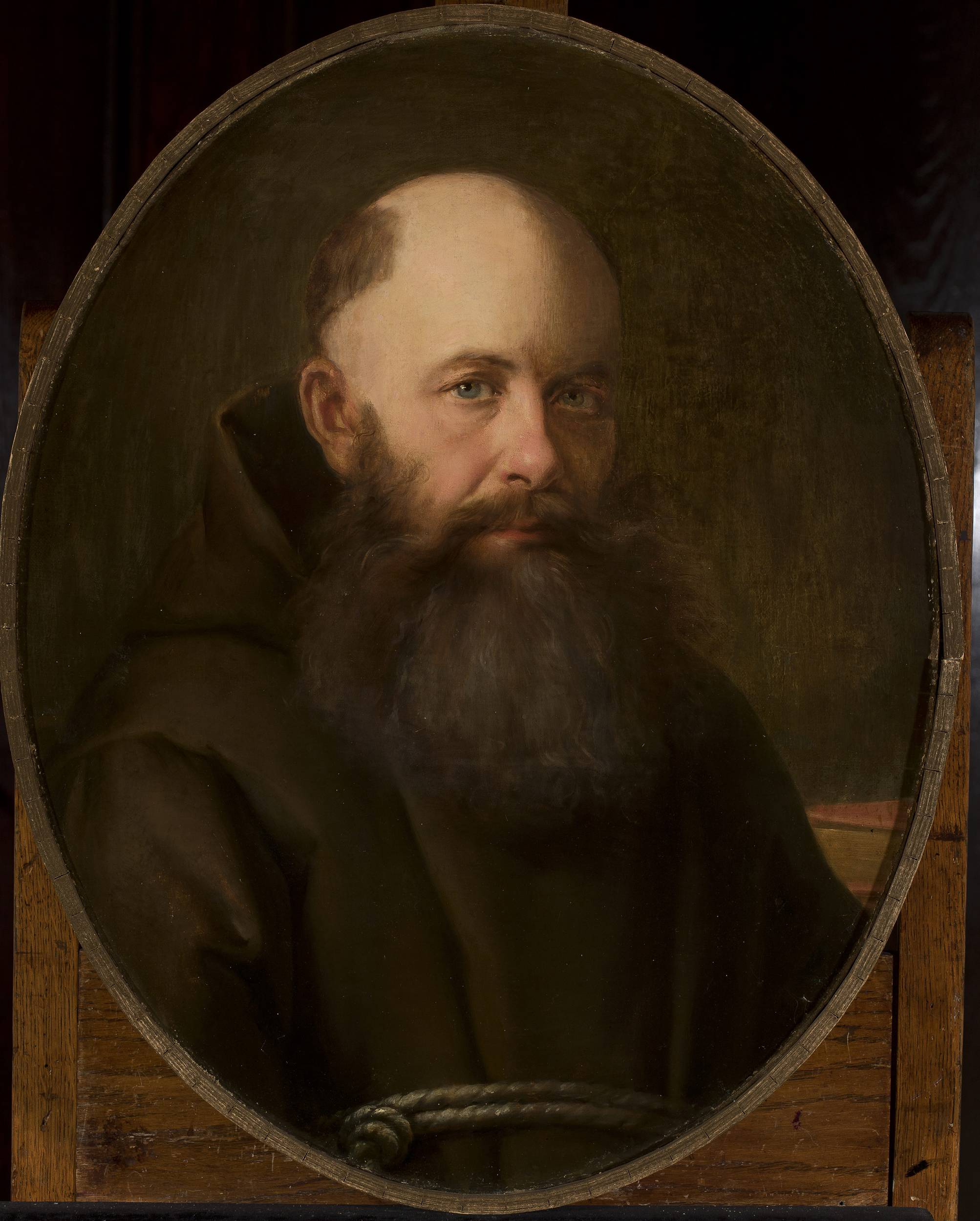
Portrét kapucína Beniamina Szymańského, olej na plátně (asi 1856)
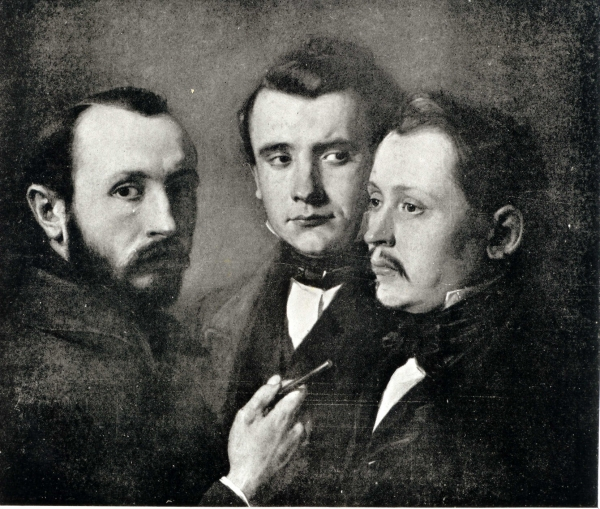
Portrét tří bratrů Simmlerových: Józefa, Karola a Juliana, (asi 1850)
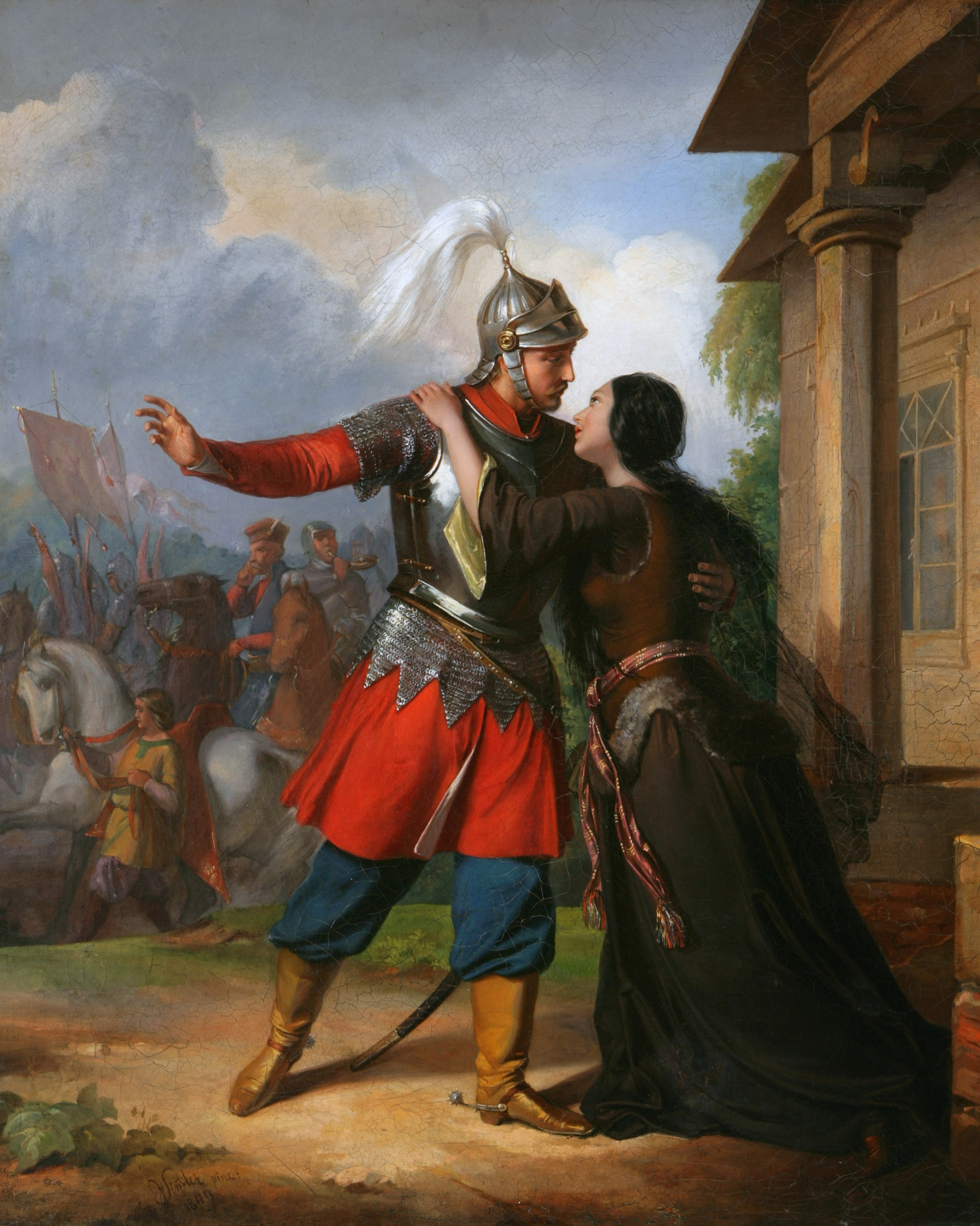
Rozloučení Václava s Marií, olej na plátně (1849)